# Бенок (хліб)

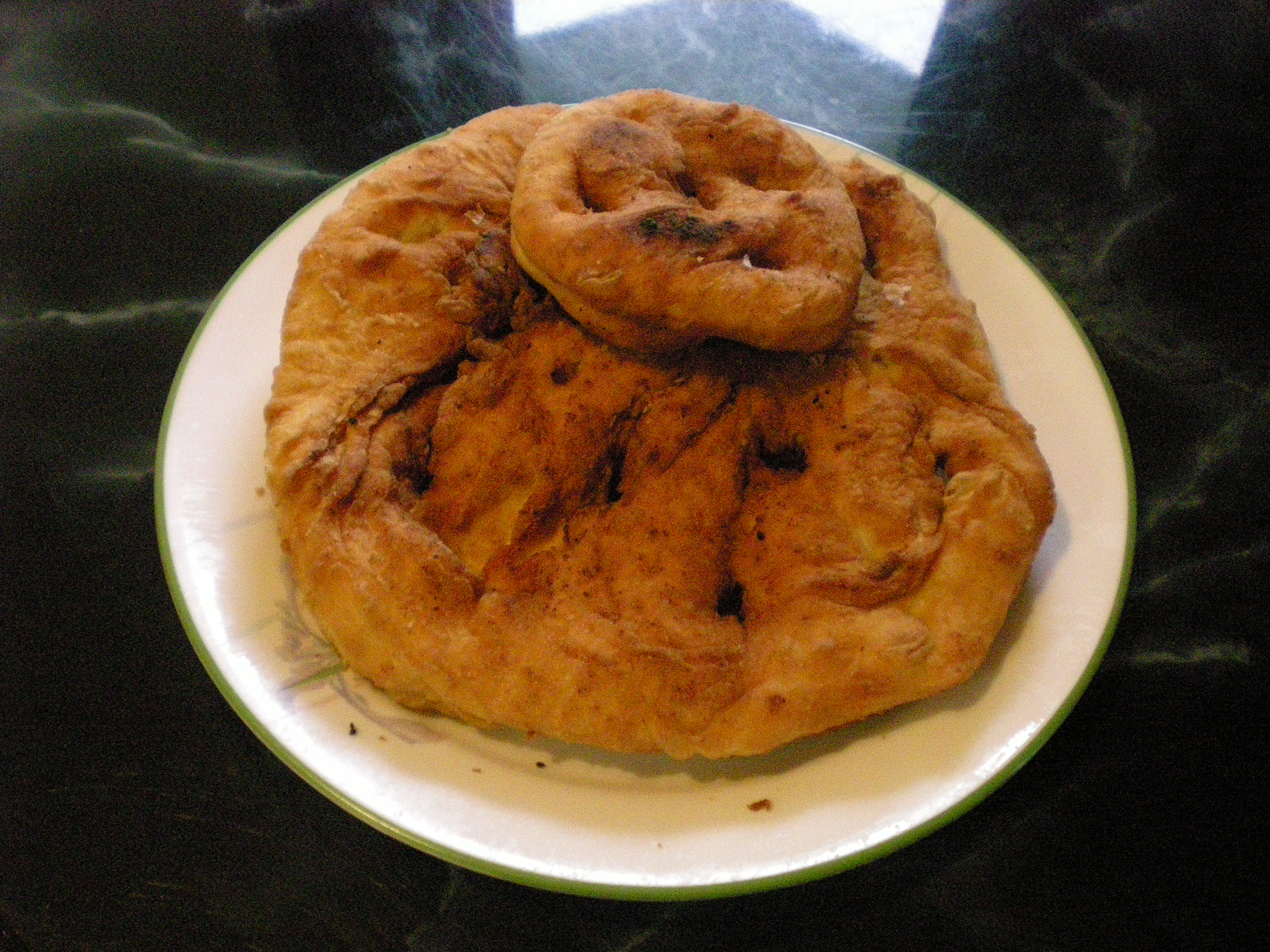
Інуїтський бенок

Бенок, skaan (або ячмінний коржик), індіанський хліб або смажений хліб можна знайти в усіх стравах індіанців Північної Америки, включно з кухнею інуїтів Канади та Аляски, інших корінних жителів Аляски, корінних народів решти Канади, корінних американців у Сполучених Штатах та метисів.

## Витоки

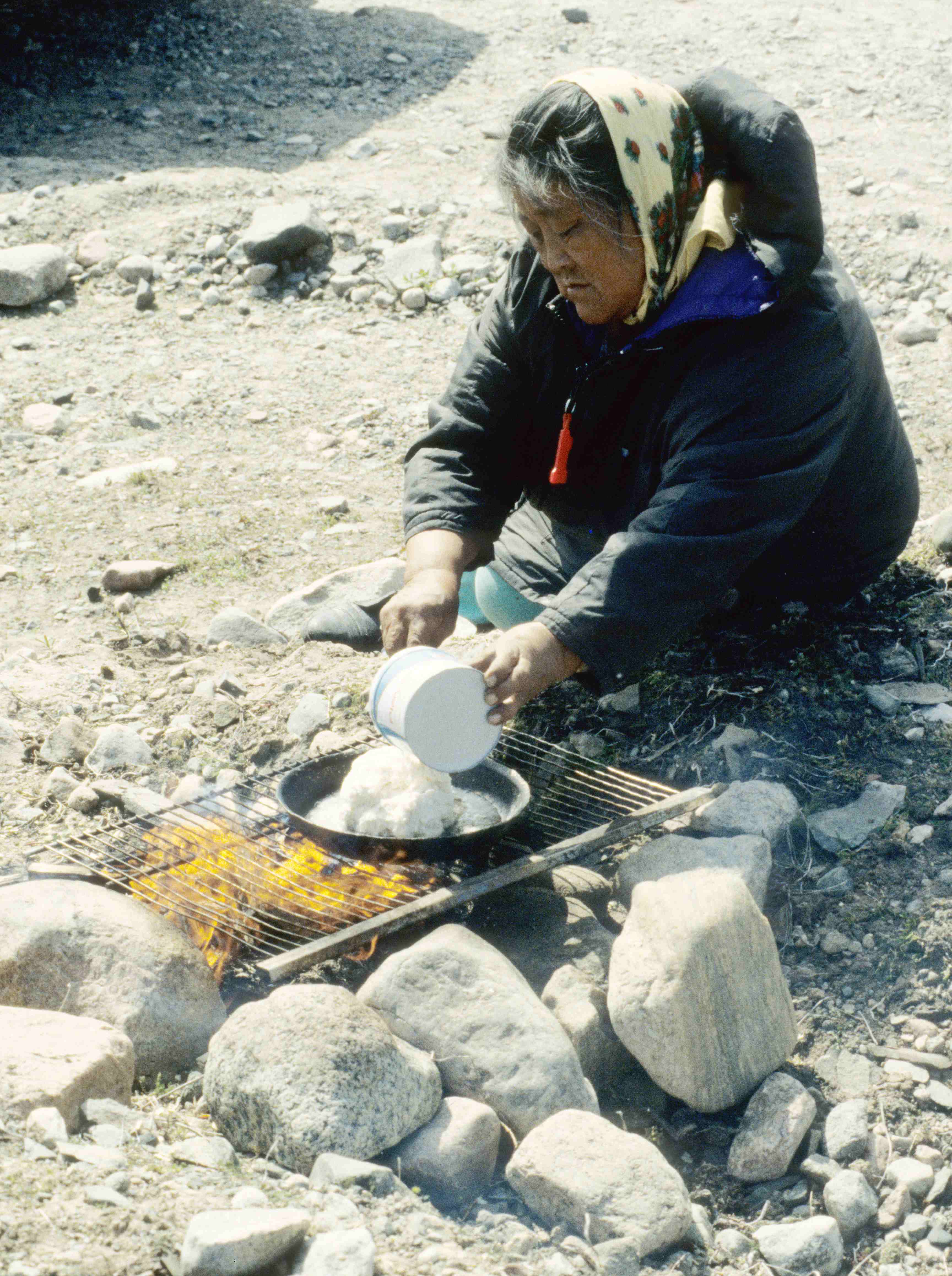
Жінка інук готує бенок

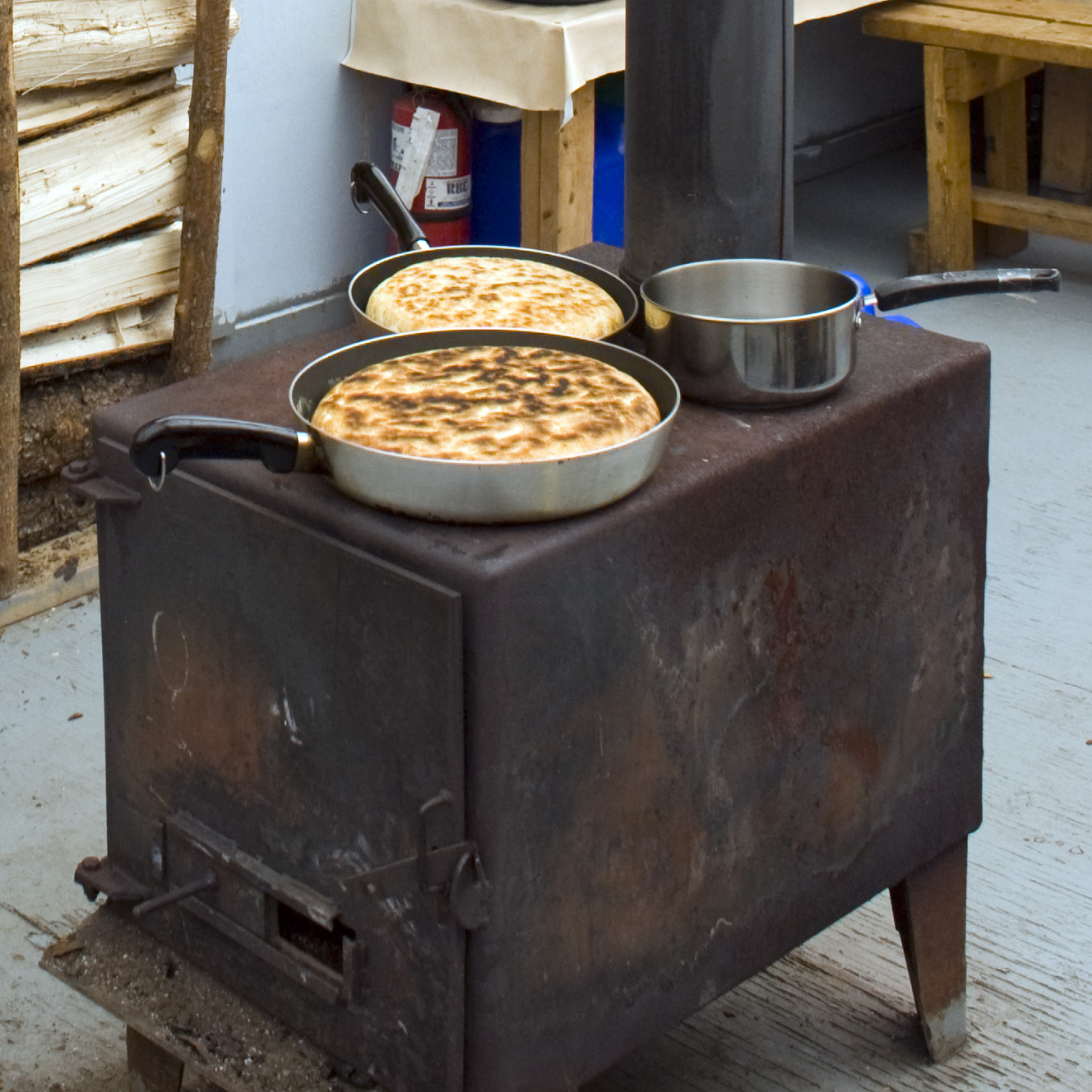
Крі бенок приготування їжі в каструлях

Корінні жителі Північної Америки, подібно до сучасного кукурудзяного хліба, могли виготовити корінні жителі Північної Америки, використовуючи доступні ресурси, такі як борошно з кукурудзи, коріння, деревний сік і розпушувачі. Деякі джерела стверджують, що бенок був невідомий у Північній Америці до 1860-х років, коли його створили навахо, які були ув'язнені у форті Самнер, тоді як інші вказують, що він походить із шотландського походження.
До корінних американських племен, які їли кама, належать племена нез персе, крі, коуст саліш, ламмі та чорноногі та багато інших. Цибулини Камаса сприяли виживанню учасників експедиції Льюїса і Кларка (1804–06). Цибулини Камас (і зроблені з них бенок) занесені до Ковчега смаку.
Також вважається, що торговці хутром привезли цей продукт до племен Північної Америки.

## Термінологія
Проте в інших мовах є натяки на європейський вплив, наприклад, навахо bááh dah díníilghaazhh «хліб, який пузириться» (тобто в жирі), де «bááh» є запозиченням з ісп. pan для хліба з борошна та дріжджів, на відміну від старшого навахо łeesʼáán, що відноситься до кукурудзяного хліба, приготованого в гарячому попелі Так само, юпік alatiq походить від рос. ола́дьи «млинці, оладки».

## Підготовка
Бенок, як правило, готується з білого або цілозернового борошна, розпушувача, цукру, сала та води або молока, які з'єднуються та замішуються (можливо з додаванням спецій, сухофруктів або інших ароматизаторів), а потім смажаться в топленому жирі, рослинній олії або кулінарному жирі, запечений у духовці або приготований на паличці.

## Політичне значення
Бенок є найбільш універсальною стравою в асортименті корінних жителів Канади, і однаково використовується в арктичних, рівнинних, субарктичних і тихоокеанських культурних зонах. Однак на сучасні рецепти бенока явно вплинули державні пайки, які розподілялися в індіанських резерваціях наприкінці 19 століття, коли доступ до сільської їжі (рослин і тварин, що є місцевими жителями) був обмежений через прибуття некорінних поселенців.
Такі раціони включали основні продукти харчування європейських канадців того часу: пшеничне борошно, цукор, сало та масло; всі висококалорійні, малопоживні, стабільні харчові продукти, вироблені масовими партіями і транспортовані на великі відстані (разом із консервантом і смаковою добавкою, сіллю).
Ці нові інгредієнти допомогли корінним жителям пережити втрату доступу до сільської їжі, і тепер вони вважаються частиною корінної ідентичності та навіть «їжею для індіанців». Однак для інших вони є нагадуванням про негативні наслідки колоніалізму та розглядаються як нав'язування.

## Відносини з корінними народами
Історія та політичне значення бенока в Північній Америці з роками змінилися. Бенок мав і продовжує мати велике значення для корінних американських народів, починаючи з періоду контакту до сьогодення.
Бенок багатьох американських народів до контакту виготовлявся з кукурудзяного і горіхового борошна, а також борошна, виготовленого з різних коренів і мелених цибулин рослин, і підсолоджуваного сиропом з дерев. Існувало багато регіональних варіацій бенока, які включали різні типи борошна та додавання сушених або свіжих фруктів.
Спосіб приготування був таким же різноманітним. Дехто обкачував тісто в піску, а потім готував у ямі. Після завершення пісок змивали, а потім споживали хліб. Інші групи випікали бенок у глиняних або кам'яних печах. у той час як деякі обертали тісто навколо зеленої палиці твердих порід і підсмажували його на відкритому вогні.
Функціональні можливості бенока зробили його життєздатним для приготування їжі та споживання під час повсякденної діяльності вдома, або під час полювання, пастки, риболовлі та збирання на землі.
Колонізація кардинально змінила традиційні звичаї корінних жителів Америки, включно зі стосунками, які вони мали з беноками. Водночас як бенок колись був корисною їжею для подорожей і роботи, він став необхідним продуктом харчування для корінних жителів, щоб прогодувати свої сім'ї та запобігти голоду, коли вони були змушені відмовитися від більшості своїх традиційних джерел їжі через систему резервацій.
У цих резерваціях традиційні методи полювання, збиральництва та землеробства були замінені державними харчовими пайками, які зазвичай складалися з борошна та сала. В результаті цієї політики місцеві знання про їстівні рослини та інші природні харчові продукти були втрачені, тоді як пшениця та борошно увійшли до рецептів корінних банок, різко змінивши їх природу.

## Подальше читання
- Barkwell, Lawrence J.; Dorion, Leah; Hourie, Audreen (2006). Métis Legacy (Volume II): Michif Culture, Heritage, and Folkways. Winnipeg: Pemmican Publications Inc. and Saskatoon: Gabriel Dumont Institute. ISBN 0-920915-80-9.